# Taça dos Clubes Campeões Europeus de 1955–56
A Taça dos Campeões Europeus de futebol de 1955–56  foi a primeira edição do principal torneio de clubes da Europa. Foi disputado por 16 clubes. Foi conquistada pelo Real Madrid que venceu o Stade de Reims no Parc des Princes, por 4 a 3 em Paris, no dia 13 de junho de 1956.
Os Clubes participantes das primeiras quatro edições do torneio foram escolhidos pela revista francesa L'Equipe baseado na representatividade e prestigio dos clubes na Europa. Das equipes selecionadas o Chelsea Football Club da Inglaterra foi impedido de participar pois a Liga de Futebol inglesa (English Football League) viu o torneio europeu como uma distração para as competições locais. Em seu lugar foi chamado o Gwardia Warszawa da Polônia. Além disso as equipes do Holland Sport (Atual SVV Scheveningen), Honvéd e BK Copenhagen rejeitaram a oportunidade de representar a Holanda, a Hungria e a Dinamarca, respectivamente, sendo substituídos por PSV Eindhoven, Vörös Lobogó e Aarhus. Este foi também o único torneio da UEFA a incluir um representante do Sarre, unificado na Alemanha Ocidental em 1957.
Os confrontos da primeira fase foram definidos pelos organizadores do torneio, e não sorteados como nas futuras edições da competição.

## Confrontos
|  | Oitavas de final  | Oitavas de final  | Oitavas de final | Oitavas de final |   |                | Quartas de final                 | Quartas de final                 | Quartas de final                 | Quartas de final                 |  |             | Semifinais             | Semifinais             | Semifinais             | Semifinais             |             |   | Final       | Final       |
|  |                   |                   |                  |                  |   |                | 28 de novembro a 12 de fevereiro | 28 de novembro a 12 de fevereiro | 28 de novembro a 12 de fevereiro | 28 de novembro a 12 de fevereiro |  |             | 4 de abril a 1 de maio | 4 de abril a 1 de maio | 4 de abril a 1 de maio | 4 de abril a 1 de maio |             |   | 13 de junho | 13 de junho |
|  |                   |                   |                  |                  |   |                |                                  |                                  |                                  |                                  |  |             |                        |                        |                        |                        |             |   |             |             |
|  | Servette          | 0                 | 0                | 0                |   |                |                                  |                                  |                                  |                                  |  |             |                        |                        |                        |                        |             |   |             |             |
|  | Real Madrid       | 2                 | 5                | 7                |   |                |                                  |                                  |                                  |                                  |  |             |                        |                        |                        |                        |             |   |             |             |
|  | Real Madrid       | 2                 | 5                | 7                |   | Real Madrid    | 4                                | 0                                | 4                                |                                  |  |             |                        |                        |                        |                        |             |   |             |             |
|  |                   |                   |                  |                  |   | Real Madrid    | 4                                | 0                                | 4                                |                                  |  |             |                        |                        |                        |                        |             |   |             |             |
|  |                   | Partizan Belgrado | 0                | 3                | 3 |                |                                  |                                  |                                  |                                  |  |             |                        |                        |                        |                        |             |   |             |             |
|  | Sporting          | Partizan Belgrado | 0                | 3                | 3 | 3              | 2                                | 5                                |                                  |                                  |  |             |                        |                        |                        |                        |             |   |             |             |
|  | Sporting          |                   |                  |                  |   | 3              | 2                                | 5                                |                                  |                                  |  |             |                        |                        |                        |                        |             |   |             |             |
|  | Partizan Belgrado | 3                 | 5                | 8                |   |                |                                  |                                  |                                  |                                  |  |             |                        |                        |                        |                        |             |   |             |             |
|  | Partizan Belgrado | 3                 | 5                | 8                |   |                |                                  |                                  |                                  |                                  |  | Real Madrid | 4                      | 1                      | 5                      |                        |             |   |             |             |
|  |                   |                   |                  |                  |   |                |                                  |                                  |                                  |                                  |  | Real Madrid | 4                      | 1                      | 5                      |                        |             |   |             |             |
|  |                   | Milan             | 2                | 2                | 4 |                |                                  |                                  |                                  |                                  |  |             |                        |                        |                        |                        |             |   |             |             |
|  | Rapid Viena       | Milan             | 2                | 2                | 4 | 6              | 0                                | 6                                |                                  |                                  |  |             |                        |                        |                        |                        |             |   |             |             |
|  | Rapid Viena       |                   |                  |                  |   | 6              | 0                                | 6                                |                                  |                                  |  |             |                        |                        |                        |                        |             |   |             |             |
|  | PSV Eindhoven     | 1                 | 1                | 2                |   |                |                                  |                                  |                                  |                                  |  |             |                        |                        |                        |                        |             |   |             |             |
|  | PSV Eindhoven     | 1                 | 1                | 2                |   | Rapid Viena    | 1                                | 2                                | 3                                |                                  |  |             |                        |                        |                        |                        |             |   |             |             |
|  |                   |                   |                  |                  |   | Rapid Viena    | 1                                | 2                                | 3                                |                                  |  |             |                        |                        |                        |                        |             |   |             |             |
|  |                   | Milan             | 1                | 7                | 8 |                |                                  |                                  |                                  |                                  |  |             |                        |                        |                        |                        |             |   |             |             |
|  | Milan             | Milan             | 1                | 7                | 8 | 3              | 4                                | 7                                |                                  |                                  |  |             |                        |                        |                        |                        |             |   |             |             |
|  | Milan             |                   |                  |                  |   | 3              | 4                                | 7                                |                                  |                                  |  |             |                        |                        |                        |                        |             |   |             |             |
|  | 1. FC Saarbrücken | 4                 | 1                | 5                |   |                |                                  |                                  |                                  |                                  |  |             |                        |                        |                        |                        |             |   |             |             |
|  | 1. FC Saarbrücken | 4                 | 1                | 5                |   |                |                                  |                                  |                                  |                                  |  |             |                        |                        |                        |                        | Real Madrid | 4 |             |             |
|  |                   |                   |                  |                  |   |                |                                  |                                  |                                  |                                  |  |             |                        |                        |                        |                        |             | 4 |             |             |
|  |                   | Stade Reims       | 3                |                  |   |                |                                  |                                  |                                  |                                  |  |             |                        |                        |                        |                        |             |   |             |             |
|  | AGF               | Stade Reims       | 3                | 0                | 2 | 2              |                                  |                                  |                                  |                                  |  |             |                        |                        |                        |                        |             |   |             |             |
|  | AGF               |                   |                  | 0                | 2 | 2              |                                  |                                  |                                  |                                  |  |             |                        |                        |                        |                        |             |   |             |             |
|  | Stade de Reims    | 2                 | 2                | 4                |   |                |                                  |                                  |                                  |                                  |  |             |                        |                        |                        |                        |             |   |             |             |
|  | Stade de Reims    | 2                 | 2                | 4                |   | Stade Reims    | 4                                | 4                                | 8                                |                                  |  |             |                        |                        |                        |                        |             |   |             |             |
|  |                   |                   |                  |                  |   | Stade Reims    | 4                                | 4                                | 8                                |                                  |  |             |                        |                        |                        |                        |             |   |             |             |
|  |                   | MTK               | 2                | 4                | 6 |                |                                  |                                  |                                  |                                  |  |             |                        |                        |                        |                        |             |   |             |             |
|  | MTK               | MTK               | 2                | 4                | 6 | 6              | 4                                | 10                               |                                  |                                  |  |             |                        |                        |                        |                        |             |   |             |             |
|  | MTK               |                   |                  |                  |   | 6              | 4                                | 10                               |                                  |                                  |  |             |                        |                        |                        |                        |             |   |             |             |
|  | Anderlecht        | 3                 | 1                | 4                |   |                |                                  |                                  |                                  |                                  |  |             |                        |                        |                        |                        |             |   |             |             |
|  | Anderlecht        | 3                 | 1                | 4                |   |                |                                  |                                  |                                  |                                  |  | Stade Reims | 2                      | 1                      | 3                      |                        |             |   |             |             |
|  |                   |                   |                  |                  |   |                |                                  |                                  |                                  |                                  |  | Stade Reims | 2                      | 1                      | 3                      |                        |             |   |             |             |
|  |                   | Hibernian         | 0                | 0                | 0 |                |                                  |                                  |                                  |                                  |  |             |                        |                        |                        |                        |             |   |             |             |
|  | Djurgårdens IF    | Hibernian         | 0                | 0                | 0 | 0              | 4                                | 4                                |                                  |                                  |  |             |                        |                        |                        |                        |             |   |             |             |
|  | Djurgårdens IF    |                   |                  |                  |   | 0              | 4                                | 4                                |                                  |                                  |  |             |                        |                        |                        |                        |             |   |             |             |
|  | Gwardia Warszawa  | 0                 | 1                | 1                |   |                |                                  |                                  |                                  |                                  |  |             |                        |                        |                        |                        |             |   |             |             |
|  | Gwardia Warszawa  | 0                 | 1                | 1                |   | Djurgårdens IF | 1                                | 0                                | 1                                |                                  |  |             |                        |                        |                        |                        |             |   |             |             |
|  |                   |                   |                  |                  |   | Djurgårdens IF | 1                                | 0                                | 1                                |                                  |  |             |                        |                        |                        |                        |             |   |             |             |
|  |                   | Hibernian         | 3                | 1                | 4 |                |                                  |                                  |                                  |                                  |  |             |                        |                        |                        |                        |             |   |             |             |
|  | Rot-Weiss Essen   | Hibernian         | 3                | 1                | 4 | 0              | 1                                | 1                                |                                  |                                  |  |             |                        |                        |                        |                        |             |   |             |             |
|  | Rot-Weiss Essen   |                   |                  |                  |   | 0              | 1                                | 1                                |                                  |                                  |  |             |                        |                        |                        |                        |             |   |             |             |
|  | Hibernian         | 4                 | 1                | 5                |   |                |                                  |                                  |                                  |                                  |  |             |                        |                        |                        |                        |             |   |             |             |

O esquema acima é usado somente para uma visualização melhor dos confrontos. Todos os confrontos desta fase são sorteados e não seguem a ordem mostrada.

## Primeira fase
| Equipe 1        | Total | Equipe 2          | Ida | Volta | Ref |
| --------------- | ----- | ----------------- | --- | ----- | --- |
| Sporting        | 5–8   | Partizan          | 3–3 | 2–5   |     |
| MTK             | 10–4  | Anderlecht        | 6–3 | 4–1   |     |
| Servette        | 0–7   | Real Madrid       | 0–2 | 0–5   |     |
| Rot-Weiss Essen | 1–5   | Hibernian         | 0–4 | 1–1   |     |
| Djurgårdens IF  | 4–1   | Gwardia Warszawa  | 0–0 | 4–1   |     |
| AGF             | 2–4   | Stade de Reims    | 0–2 | 2–2   |     |
| Rapid Viena     | 6–2   | PSV Eindhoven     | 6–1 | 0–1   |     |
| Milan           | 7–5   | 1. FC Saarbrücken | 3–4 | 4–1   |     |

## Quartas de final
| Equipe 1       | Total | Equipe 2  | Ida | Volta | Ref |
| -------------- | ----- | --------- | --- | ----- | --- |
| Djurgårdens IF | 1–4   | Hibernian | 1–3 | 0–1   |     |
| Stade de Reims | 8–6   | MTK       | 4–2 | 4–4   |     |
| Real Madrid    | 4–3   | Partizan  | 4–0 | 0–3   |     |
| Rapid Viena    | 3–8   | Milan     | 1–1 | 2–7   |     |

### Jogos de ida
| 23 de novembro de 1955 | Djurgården | 1 – 3     | Hibernian                                     | Firhill Park, Glasgow                            |
|                        | Eklund 1'  | Relatório | Combe 18' · Mulkerrin 49' · Olsson 86' (o.g.) | Público: 21 962 Árbitro: ENG Arthur Edward Ellis |

| 14 de dezembro de 1955 | Stade Reims                                  | 4 – 2     | MTK                             | Parc des Princes, Paris                       |
|                        | Glovacki 14' · Leblond 33', 57' · Bliard 42' | Relatório | Szolnok 34' · Lantos 77' (pen.) | Público: 36 088 Árbitro: SWI Gottfried Dienst |

| 25 de dezembro de 1955 | Real Madrid                                   | 4 – 0     | Partizan | Santiago Bernabéu, Madrid                 |
|                        | Castaño 12', 23' · Gento 36' · Di Stéfano 70' | Relatório |          | Público: 105 533 Árbitro: FRA Dean Harzic |

| 18 de janeiro de 1956 | Rapid Wien           | 1 – 1     | Milan       | Pfarrwiese, Viena                           |
|                       | R. Körner 26' (pen.) | Relatório | Nordahl 20' | Público: 18 000 Árbitro: CHE Jaroslav Vlček |

### Jogos de volta
| 28 de novembro de 1955 | Hibernian    | 1 – 0     | Djurgården | Easter Road, Edinburgh                           |
|                        | Turnbull 70' | Relatório |            | Público: 31 346 Árbitro: ENG Arthur Edward Ellis |

Hibernian venceu por 4-1 no placar agregado.
| 28 de dezembro de 1955 | MTK                                              | 4 – 4     | Stade Reims                                 | MTK Stadion, Budapest                     |
|                        | Lantos 11' (pen.), 74' (pen.) · Palotás 53', 82' | Relatório | Glovacki 6' · Bliard 20', 44' · Templin 52' | Público: 35 000 Árbitro: ENG John Husband |

Stade Reims venceu por 8-6 no agregado.
| 29 de janeiro de 1956 | Partizan                                     | 3 – 0     | Real Madrid | Partizan Stadium, Belgrade               |
|                       | Milutinović 24', 87' · Mihajlović 46' (pen.) | Relatório |             | Público: 40 000 Árbitro: SWI Josef Gulde |

Real Madrid venceu por 4-3 no placar agregado.
| 12 de fevereiro de 1956 | Milan                                                                             | 7 – 2     | Rapid Wien               | San Siro, Milan                       |
|                         | Mariani 15' · Nordahl 23', 50' · Ricagni 26', 63' · Frignani 56' · Schiaffino 75' | Relatório | Golobic 35' · Dienst 59' | Público: 35 000 Árbitro: NED Leo Horn |

Milan venceu 8-3 no agregado.

## Semifinais
| Equipe 1       | Total | Equipe 2  | Ida | Volta | Ref |
| -------------- | ----- | --------- | --- | ----- | --- |
| Real Madrid    | 5–4   | Milan     | 4–2 | 1–2   |     |
| Stade de Reims | 3–0   | Hibernian | 2–0 | 1–0   |     |

### Jogos de ida
| 4 de abril de 1956 | Stade Reims              | 2 – 0     | Hibernian | Parc des Princes, Paris                           |
| 20:00 CET          | Leblond 67' · Bliard 89' | Relatório |           | Público: 35 486 Árbitro: ESP Manuel Asensi Martín |

| 19 de abril de 1956 | Real Madrid                                         | 4 – 2     | Milan                       | Santiago Bernabéu, Madrid                 |
| 16:30 CET           | Rial 6' · Iglesias 25' · Olsen 40' · Di Stéfano 62' | Relatório | Nordahl 9' · Schiaffino 30' | Público: 129 690 Árbitro: FRA Dean Harzic |

### Jogos de volta
| 18 de abril de 1956 | Hibernian | 0 – 1     | Stade Reims  | Easter Road, Edinburgh                           |
| 20:30 CET           |           | Relatório | Glovacki 57' | Público: 44 941 Árbitro: ENG Arthur Edward Ellis |

Stade Reims venceu por 3-0 no placar agregado.
| 1 de maio de 1956 | Milan                            | 2 – 1     | Real Madrid  | San Siro, Milan                            |
| 15:00 CET         | Dal Monte 69' (pen.), 86' (pen.) | Relatório | Iglesias 65' | Público: 30 000 Árbitro: AUT Erich Steiner |

Real Madrid venceu 5-4 no agregado.

## Final
| 13 de junho de 1956 | Real Madrid                                           | 4 – 3     | Stade de Reims                              | Parc des Princes, Paris                          |
| 20:30 CET           | Di Stéfano 14' · Héctor Rial 30', 79' · Marquitos 67' | Relatório | Leblond 6' · Jean Templin 10' · Hidalgo 62' | Público: 38 239 Árbitro: ENG Arthur Edward Ellis |

## Artilheiros
| Pos. | Jogador                 | Equipe            | Gols |
| ---- | ----------------------- | ----------------- | ---- |
| 1    | Miloš Milutinović       | Partizan Belgrado | 8    |
| 2    | Péter Palotás           | Vörös Lobogó      | 6    |
| 2    | Léon Glovacki           | Reims             | 6    |
| 4    | René Bliard             | Reims             | 5    |
| 4    | Héctor Rial             | Real Madrid       | 5    |
| 4    | Alfredo Di Stéfano      | Real Madrid       | 5    |
| 7    | Mihály Lantos           | Vörös Lobogó      | 4    |
| 7    | Gunnar Nordahl          | Milan             | 4    |
| 7    | Michel Leblond          | Reims             | 4    |
| 10   | Alfred Körner           | Rapid Viena       | 3    |
| 10   | Hippolyte Van Den Bosch | Anderlecht        | 3    |
| 10   | John Eriksson           | Djurgården        | 3    |
| 10   | Eddie Turnbull          | Hibernian         | 3    |
| 10   | Juan Alberto Schiaffino | Milan             | 3    |
| 10   | Giorgio Dal Monte       | Milan             | 3    |
| 10   | Joseíto                 | Real Madrid       | 3    |